# Episimus rufatus
Episimus rufatus is een vlinder uit de familie van de bladrollers (Tortricidae). De wetenschappelijke naam van de soort is voor het eerst gepubliceerd in 2008 door Józef Razowski en John Wesley Brown.
De voorvleugellengte bedraagt 7 millimeter.

## Verspreiding
De soort komt voor in Cuba en Jamaica.

## Waarplanten
De rups leeft op Calophyllum sp. (Clusiaceae)